# Encarsia lauta
Encarsia lauta är en stekelart som först beskrevs av Girault 1915.  Encarsia lauta ingår i släktet Encarsia, och familjen växtlussteklar. Inga underarter finns listade.